# Club Cipolletti
Maillots
Le Club Cipolletti est un club argentin de football fondé en 1926. Le club est basé à Cipolletti dans la province de Río Negro, au sud de Buenos Aires. 
Cipoletti a joué au plus haut niveau du football argentin pendant six saisons. Il participe ainsi au championnat d'Argentine en 1973, 1975, 1977, 1979, 1980 et 1985.